# 冯家街道
冯家街道，是中华人民共和国重庆市黔江区下辖的一个乡镇级行政单位。

## 行政区划
冯家街道下辖以下地区：
桂花社区、桥南社区、中坝社区、照耀社区、渔滩社区、寨子社区、柏腊村和马林村。